# Brassocattleya arauji
Brassocattleya arauji är en orkidéart som beskrevs av Guido Frederico João Pabst och Arthur Ferreira de Mello. Brassocattleya arauji ingår i släktet Brassocattleya och familjen orkidéer. Inga underarter finns listade i Catalogue of Life.